# SPRINT-A
SPRINT-A / HISAKI (англ. Small scientific satellite Platform for Rapid INvestigation and Test - A; предварительные названия: «EXCEED», «TOPS») — японская ультрафиолетовая орбитальная обсерватория, разработанная и построенная JAXA в рамках программы SSS (сокр. от англ. Small Scientific Satellite — букв. Малый исследовательский спутник). После запуска аппарату было присвоено имя «HISAKI» по названию мыса, находящегося рядом с Космическим центром Утиноура.
HISAKI — первый японский космический телескоп для дистанционного наблюдения за планетами Солнечной системы. Основная задача космического аппарата — наблюдение за Венерой, Марсом и Юпитером.

## Описание миссии
Основной задачей миссии космического аппарата HISAKI является изучение атмосферы Венеры и Марса, что позволит объяснить историю их развития. Учёные планируют изучить явления потери атмосферы планетами под действием солнечного ветра. Данное исследование поможет выявить необходимые условия на планетах для удержания ими собственной атмосферы.
Кроме того, в программу полёта телескопа входит наблюдение за спутниками Юпитера.

## Конструкция
Характеристики HISAKI :
- Масса — 348 кг;
- Орбита — эллиптическая с апогеем в 1157 км и перигеем в 947 км, период обращения — 106 минут;
- Наклонение — 30°;
- Целевая аппаратура — EUV спектрометр;
- Срок Функционирования — один год.

Аппарат был создан на платформе NEXTAR NX-300L.

## Запуск
Космический аппарат должен был быть запущен 27 августа 2013 года в 04:45 UTC с космодрома Утиноура при помощи ракеты-носителя Эпсилон-1, но отсчёт времени был остановлен в автоматическом режиме за 19 секунд до старта из-за того, что приборы нашли отклонения в положении ракеты.
На пресс-конференции 30 августа министр образования и науки Японии Хакубун Симомура заявил, что причиной отмены пуска стало нарушение синхронизации на 0,07 секунды в работе наземного компьютера и электронного оборудования ракеты-носителя, что было диагностировано как неправильное положение ракеты.
Запуск был перенесён и состоялся 14 сентября 2013 года в 05:00 UTC (14:00 по местному японскому времени), отделение аппарата от третьей ступени ракеты-носителя успешно произошло через 61 минуту 39 секунд после старта.
15 сентября 2013 года HISAKI вышел на расчётные параметры орбиты, в течение двух последующих месяцев запланированы работы по обеспечению высокоточной ориентации аппарата.